# Thermoplasmatales
Ordre
Classification phylogénétique
- Classe : Thermoplasmata
  - Ordre : Thermoplasmatales
    - Famille : Ferroplasmaceae
      - Genre : Acidiplasma
      - Genre : Ferroplasma

    - Famille : Picrophilaceae
      - Genre : Picrophilus

    - Famille : Thermoplasmataceae
      - Genre : Thermoplasma

Les Thermoplasmatales sont un ordre d'archées de la classe des Thermoplasmata. Ce sont des microorganismes acidophiles, dont le pH optimal de croissance est inférieur à 2, le genre Picrophilus étant à cet égard l'organisme le plus acidophile connu au 1er juillet 2013, capable de se développer à pH = 0,06 ; le pH est cependant maintenu voisin de 7 à l'intérieur de la cellule.
La plupart des Thermosplamatales sont également thermophiles, avec un développement optimal pour une température de 40 à 60 °C.
Le genre Picrophilus possède une paroi cellulaire, mais ce n'est généralement pas le cas des autres Thermoplasmatales.
Les cellules sont de forme sphérique, larges de 0,5  à   2 μm. Certaines possèdent des flagelles.